# 2008 TC3
2008 TC3 (временно означение на Каталина Скай Сървей 8TA9D69) е метеорно тяло с диаметър от 2 до 5 m, навлязло в атмосферата на Земята на 7 октомври 2008 г. в 02:46 ч. UTC и изгоряло преди да достигне земната повърхност.

## Откриване
Метеороидът е открит от наблюдател при 1,5-метровия телескоп на Каталина скай сървей в планината Лемън, на север от Тюсон, щата Аризона, САЩ около ден преди сблъсъка.
Метеороидът е забележителен с това, че е първото такова тяло проследено и наблюдавано преди да изгори в земната атмосфера.

## Експлозия
Потвърдено е, че метеороидът, наричан и болид заради ярката си експлозия, е навлязъл в земната атмосфера над Северен Судан със скорост 12,8 km/s. Тялото експлодира на десетки километри над повърхността с енергия, равна на 1 килотон тротил, като образува огнено кълбо в небето в ранната сутрин. Много малко хора обитават отдалечената територия на Нубийската пустиня, където е станала експлозията.
Снимка на експлозията с ниска резолюция е направена от метеорологичния спътник Метеосат 8.
Инфразвукови детектори в Кения също са засекли звукови вълни от посоката на очаквания сблъсък отговарящи на взрив с енергия около 1,1 до 2,1 килотона тротил Метеорни тела с такава големина удрят Земята два или три пъти годишно.

## Открити фрагменти
Издирване
Анализ